# Asamblea Provincial de Madhesh
La Asamblea Provincial de Madhesh (nepalí/maithili:मधेश प्रदेश सभा) es un órgano unicameral de gobierno y elaboración de leyes de la provincia de Madhesh, una de las siete provincias de Nepal. La asamblea tiene su sede en la capital provincial de Janakpur, en el distrito de Dhanusha. La asamblea tiene 107 miembros, 64 de los cuales son elegidos a través de distritos electorales uninominales y 43 de los cuales son elegidos a través del sistema de representación proporcional por lista de partidos. Son elegidos por períodos de cinco años a menos que la asamblea se disuelva antes.
Las funciones de la Asamblea Provincial es la supervisión parlamentaria o función de control, aprobar el presupuesto anual, legislar y formar el gobierno local.

## Historia
Las asambleas provinciales se establecieron en 2015 de conformidad con la Constitución de Nepal. Las primeras elecciones a las asambleas se realizaron en 2017 . La reunión inaugural de la asamblea se celebró el 4 de febrero de 2018.Saroj Kumar Yadav del RJPN fue el primer portavoz de la asamblea.Lalbabu Raut del FSFN, más tarde Partido Samajbadi y PSPN, fue elegido primer ministro con el apoyo del RJPN .
La provincia se conocía anteriormente como Provincia No. 2 y Janakpur sirvió como capital temporal de la provincia. La sesión de la asamblea del 17 de enero de 2022 aprobó una propuesta para nombrar la provincia Madhesh y designó a Janakpur como capital provincial permanente con una mayoría de dos tercios.

## Legislaturas
| Año electoral | Asamblea     | Inicio de la legislatura | Fin de la legislatura | Portavoz           | Líder de la Cámara    | Partido                           | Partido |
| ------------- | ------------ | ------------------------ | --------------------- | ------------------ | --------------------- | --------------------------------- | ------- |
| 2017          | 1ra Asamblea | 4 de febrero de 2018     | Septiembre 2022       | Saroj Kumar Yadav  | Mohammad Lalbabu Raut | Partido Socialista Popular, Nepal |         |
| 2022          | 2da Asamblea | 2 de enero de 2023       | Vigente               | Ram Chandra Mandal | Saroj Kumar Yadav     | Partido Socialista Popular, Nepal |         |